# Heath Place
Heath Place – obszar niemunicypalny w Mendocino County, w Kalifornii (Stany Zjednoczone), na wysokości 634 m.